# Maciej Durczak

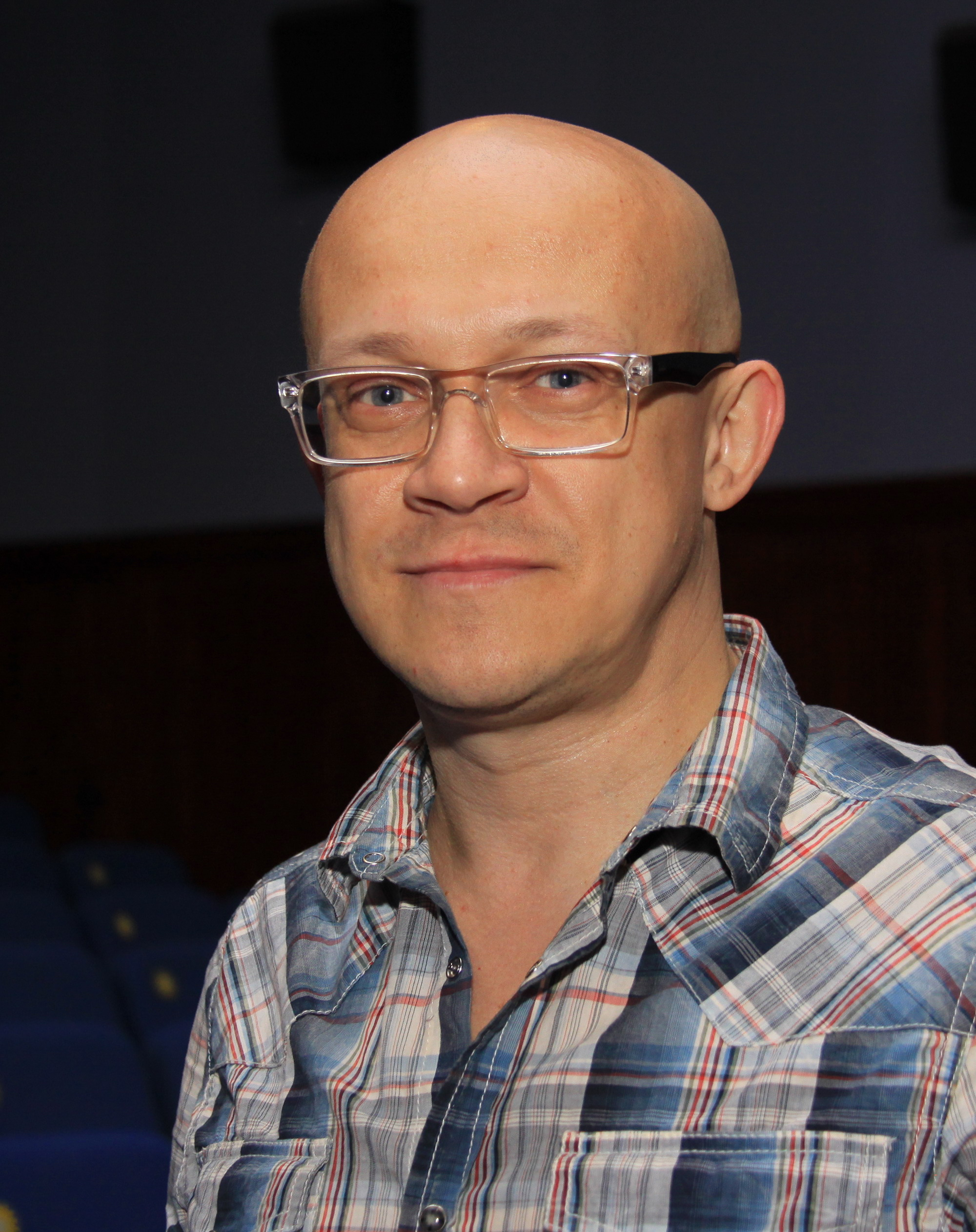
Maciej Durczak (2013)

Maciej Srebrzysław Durczak (ur. 16 lipca 1972 w Ziębicach) – polski menedżer, producent i wydawca muzyczny, założyciel i właściciel firmy Rock House Entertainment, były wykładowca Wyższej Szkoły Bankowej we Wrocławiu na kierunku Zarządzanie Rozrywką.

## Życiorys
W 1991 ukończył XIII LO we Wrocławiu, a następnie Kolegium Języków Obcych przy UAM w Poznaniu. W latach 1992–1996 pracował jako dziennikarz muzyczny m.in. w „Wieczorze Wrocławia”, „Szpilkach” i tygodniku „Popo”.
Działalność menedżerską rozpoczął w 1994. W 1995 założył agencję artystyczną Rock House Entertainment, która zajmuje się organizacją tras koncertowych oraz produkcją i wydawnictwem muzycznym. Jest laureatem wielu nagród i wyróżnień branży rozrywkowej, m.in. złotych, platynowych lub wielokrotnie platynowych płyt oraz lauru menedżerskiego. W 1999 i 2000 zorganizował Juwenalia w ośmiu ośrodkach akademickich. Prowadził karierę zespołu Ich Troje i Michała Wiśniewskiego, Dody i zespołu Virgin, Mandaryny, Renaty Przemyk oraz zespołów: Big Cyc i Czarno-Czarni, Oddział Zamknięty i Blenders. W późniejszych latach objął opieką menedżerską zespoły Plateau i Lady Pank, a także solistów: Krzysztofa Cugowskiego, Małgorzatę Ostrowską, Annę Wyszkoni, Kasię Kowalską, Piotra Cugowskiego i Krystiana Ochmana.
Był jurorem w konkursie talentów w programie Big Brother (TV 4).